# De lo oscuro a lo puro
De lo oscuro a lo puro es el álbum debut como solista del cantante de Colombia Sebastián Yepes.

## Sencillos
- No me veré caer
- Cuando no queda nada
- De lo oscuro a lo puro
- Duele tanto

## Lista de canciones
| De lo oscuro a lo puro |                                                  |              |          |  |
| N.º                    | Título                                           | Escritor(es) | Duración |  |
| 1.                     | «No me veré caer»                                |              |          |  |
| 2.                     | «Cuando no queda nada»                           |              |          |  |
| 3.                     | «Olvidar el olvido»                              |              |          |  |
| 4.                     | «De lo oscuro a lo puro» (con La Mala Rodríguez) |              |          |  |
| 5.                     | «Duele tanto»                                    |              |          |  |
| 6.                     | «Mar de recuerdos»                               |              |          |  |
| 7.                     | «Esperar no pude»                                |              |          |  |
| 8.                     | «Hasta el final»                                 |              |          |  |
| 9.                     | «Impregnados»                                    |              |          |  |
| 10.                    | «Sé que volverás»                                |              |          |  |